# Sempervivum ekimii
Sempervivum ekimii är en fetbladsväxtart som beskrevs av Karaer. Sempervivum ekimii ingår i släktet taklökar, och familjen fetbladsväxter. Inga underarter finns listade i Catalogue of Life.